# Črmošnjice, Semič
Črmošnjíce (nemško: Tschermoschnitz) so naselje v Občini Semič v Sloveniji.
Črmošnjice ležijo v Črmošnjiško-Poljanski dolini, ki je bila najvzhodnejši del kočevarskega jezikovnega otoka.

## Zgodovina
Kraj se prvič omenja leta 1264, srednjeveška kolonizacija pa se je odvijala med letoma 1348 in 1363, ko so grofje Ortenburžani med redko naseljene Slovence začeli naseljevati koloniste iz Nemčije, vse do druge svetovne vojne so tu prevladovali Kočevarji, ki so se decembra 1941 in januarja 1942 preselili v Spodnje Posavje. V naselju je ostala le ena slovenska družina in župnik, po kapitulaciji Italije leta 1943 pa so se spet naselile slovenske družine.

## Demografija
| Pregled števila prebivalstva po letih | Pregled števila prebivalstva po letih | Pregled števila prebivalstva po letih | Pregled števila prebivalstva po letih | Pregled števila prebivalstva po letih | Pregled števila prebivalstva po letih | Pregled števila prebivalstva po letih | Pregled števila prebivalstva po letih | Pregled števila prebivalstva po letih | Pregled števila prebivalstva po letih | Pregled števila prebivalstva po letih | Pregled števila prebivalstva po letih | Pregled števila prebivalstva po letih | Pregled števila prebivalstva po letih |
| ------------------------------------- | ------------------------------------- | ------------------------------------- | ------------------------------------- | ------------------------------------- | ------------------------------------- | ------------------------------------- | ------------------------------------- | ------------------------------------- | ------------------------------------- | ------------------------------------- | ------------------------------------- | ------------------------------------- | ------------------------------------- |
| 1869                                  | 1880                                  | 1890                                  | 1900                                  | 1910                                  | 1931                                  | 1948                                  | 1953                                  | 1961                                  | 1966                                  | 1971                                  | 1981                                  | 1991                                  | 2002                                  |
| 94                                    | 112                                   | 96                                    | 111                                   | 129                                   | 103                                   | 104                                   | 141                                   | 127                                   | 118                                   | 111                                   | 101                                   | 127                                   | 125                                   |

## Izvor krajevnega imena
Krajevno ime je izpeljano iz črémoš, črémaž (danes čemaž) 'divji česen'. Ime torej prvotno označuje kraj, kjer raste ta rastlina.